# محمدرضا جعفری

محمدرضا جعفری اشکوری

علامه محمدرضا جعفری اشکوری، پژوهشگر تاریخ و کلام اسلامی، تألیفات و پژوهش‌های بسیاری دارد.

وی در روز جمعه ۷ شوال ۱۳۵۰ در نجف به دنیا آمد. پدرش شیخ نصرالله اشکوری در سال ۱۳۲۰ از اشکور در استان گیلان، برای فراگیری علوم به قزوین مهاجرت کرد و پس از آن از سال ۱۳۳۸ ساکن نجف گردید. وی در روز عید غدیر سال ۱۴۳۱ (قمری) درگذشت. پیکر وی پس از تشییع در تهران و قم جهت تدفین به نجف منتقل و به خاک سپرده‌شد.

## زندگانی علمی
محمدرضا جعفری منطق را نزد شیخ عبدالصمد یزدی و فلسفه را نزد شیخ صدرا بادکوبی استاد فلسفه نجف تحصیل کرد. در دانش فلک و نجوم شاگرد عبدالجلیل عادلی است. از استادان دیگر وی می‌توان میرزا محمد اردبیلی، شیخ علی کاشی و شیخ مرتضی لاهیجی و سید احمد اشکوری و میرزا حسن یزدی را نام برد. اما از استادانی که بدآن‌ها اختصاص یافت و ملازمت آنان را در پیش گرفت می‌توان به سید عبدالأعلی سبزواری، سید ابوالقاسم خویی اشاره کرد.
جعفری، در تعلیق بر کتاب وسیلة النجاة سید ابوالحسن اصفهانی با سید ابوالقاسم خویی همراه بود و در تفسیر قرآن نیز شاگرد وی بود. جعفری در روز ۴ آذر ۱۳۸۹ (روز عید غدیر) درگذشت.

## فعالیت‌های علمی و اجتماعی
جعفری یکی از اعضای طبقه دوم «جماعة العلماء» در سال ۱۳۷۹ (قمری) و از فعالترین اعضای این تشکل بود. وی در همان سال‌ها سردبیر مجله الأضواء بود.
در زمان حکومت عبدالکریم قاسم که جنبش کمونیستی در عراق حرکت جدی خود را آغاز کرده بود، وی از فعالان مبارزه علمی در برابر اندیشه‌های کمونیستی در آنجا بود.
جعفری به عنوان استاد فقه دانشکده فقه در نجف از سال ۱۳۸۵ (قمری) فعالیت خود را آغاز کرد و پس از آن به کوالالامپور در مالزی رفت و فعالیت‌های خود را در آنجا ادامه داد و از سال ۱۳۵۰ خورشیدی در تهران اقامت کرد و از دعوت تدریس در دانشگاه تهران، در زمان پهلوی سر باز زد؛ ولی با تسلط بر زبان انگلیسی با مؤسسه خدمات اسلامی در ترجمه انگلیسی کتاب الکافی کلینی و نهج البلاغه همکاری کرد.

## کتابخانه
کتابخانه شخصی جعفری از کتابخانه‌های بزرگ ایران است و شامل ده‌ها هزار کتاب تاریخی و ادبی و رجالی و حدیثی به زبان‌های فارسی و عربی و انگلیسی و فرانسه و مجموعه از نسخ عکسی ارزشمند است و یکی از منابع مهم برخی مؤسسات مانند بنیاد دائرةالمعارف بزرگ اسلامی است.
این کتابخانه از سال ۱۳۸۱ خورشیدی به قم منتقل شد و در مرکز پژوهشی که با عنوان «بنیاد فرهنگ جعفری» تأسیس گشت، جای گرفت.

## آثار و تألیفات
- منتخب مسند احمد بن حنبل
- منتخب تاریخ دمشق ابن عساکر
- هشام بن الحکم
- ابوحنیفه
- طبقات متکلمین شیعه
- تعلیاقت علی کتاب البیان
- اسماعیلیه
- فدک
- حیاة الطبرسی مؤلف مجمع البیان
- تحقیق کتاب خلاصة الأقوال علامه حلی
- هشام بن حکم
- السقیفة
- تعلیقات علی طبقات أعلام الشیعة
- رسالة فی الغدیر (متن منتشر شدهٔ سخنرانی در کنگره غدیر لندن)
- بحوث حول الإمامة فی معنی الإمام والولی (تقریرات، نگارش و تحقیق سید حسین حائری)
- تعلیقات و شروح علی کتاب الکافی
- حدیث المنزلة
- احداث مرض النبی
- مقدمه بر تصحیح الاعتقاد
- غزوه احد در پرتو قرآن کریم
- غزوه تبوک در پرتو قرآن کریم
- تاریخ امام حسین